# Société anonyme des mines de Lexington
La Société anonyme des mines de Lexington est une compagnie minière qui est à l'origine de plusieurs grandes fortunes françaises et américaines, grâce à l'exploitation d'un considérable filon d'argent, près de Butte (Montana), aux États-Unis, sur lequel se sont greffés ensuite des mines de cuivre puis de zinc.

## Historique
La société a été fondée en 1881 par Georges de la Bouglise, actionnaire et président et, contrôlée par un groupe de Français qui rachètent la Lexington Mine et son filon d'argent à Andrew J. Davis, en échange d'un million de dollars au comptant et 2 millions de dollars en action de la nouvelle société, sous forme de 15 % du capital qui est alors considérablement augmenté. Celle-ci investit immédiatement 0,5 million de dollars dans des tramways pour desservir la structure, employant 225 mineurs en 1888. Andrew J. Davis, fondateur en 1848 du parc industriel d'Iowaville sur la rivière Des Moines, avait acheté la mine dans les années 1870 pour le prix d'un cheval puis affronté une grève en 1878, fonde en 1881 la First National Bank of Butte et devient largement actionnaire de la First National Bank of Helena, dont il détient la totalité des parts en 1884.
En 1886, la Société anonyme des mines de Lexington nomme Giovanni Lavagnino directeur industriel, s'attirant les critiques acerbes d'un éditorialiste américain qui lui reproche de vouloir prendre le risque de nommer tout le corps français des ingénieurs des mines.
La société a très vite affronté des concurrents dans l'exploitation de l'argent à Butte. L'année de sa création, en 1881, l'homme d'affaires Marcus Daly achète une petite mine d'argent et s'associe à George Hearst, le père du futur magnat des médias William Randolph Hearst, pour découvrir la mine d'Anaconda Copper. Grâce à l'obtention d'une ligne de chemin de fer, il en fera de 1892 à 1903 le premier producteur mondial de cuivre après avoir racheté les concessions des autres mineurs. La banque de la Famille Rothschild prend une option sur le capital de ce rival dès 1891 lorsqu'est installée la première raffinerie électrolytique, puis le quart du capital en octobre 1895 pour 7,5 millions de dollars.
À partir de 1893, la démonétisation de l'argent décidée par les États-Unis oblige les compagnies minières comme la Lexington à mettre l'accent sur la production d'autres métaux, en particulier le cuivre. Elle met hors-jeu les mines ne produisant que de l'argent, qui ne sont plus rentables, et augmente ainsi la part du marché de l'argent des mines disposant de plusieurs activités.
Un autre des futurs milliardaires du cuivre du Montana, Fritz Augustus Heinze, louera la mine de Lexington à partir d'avril 1905 via la société La France Copper Company, elle-même revendue en 1913 à l'Atlantic Mines Company, filiale d'Anaconda Copper. Heinze avait créé la Montana Ore Purchasing Company en 1894, pour développer la raffinerie du minerai grâce à de nouveaux procédés, et racheté le gisement de Rarus Mine en 1895 pour ensuite créer la United Copper en 1902, rivale d'Anaconda Copper, qui va par la suite se développer dans les mines de cuivre du Chili, en particulier le gigantesque gisement de cuivre à ciel ouvert de Chuquicamata.